# 더 배스텁

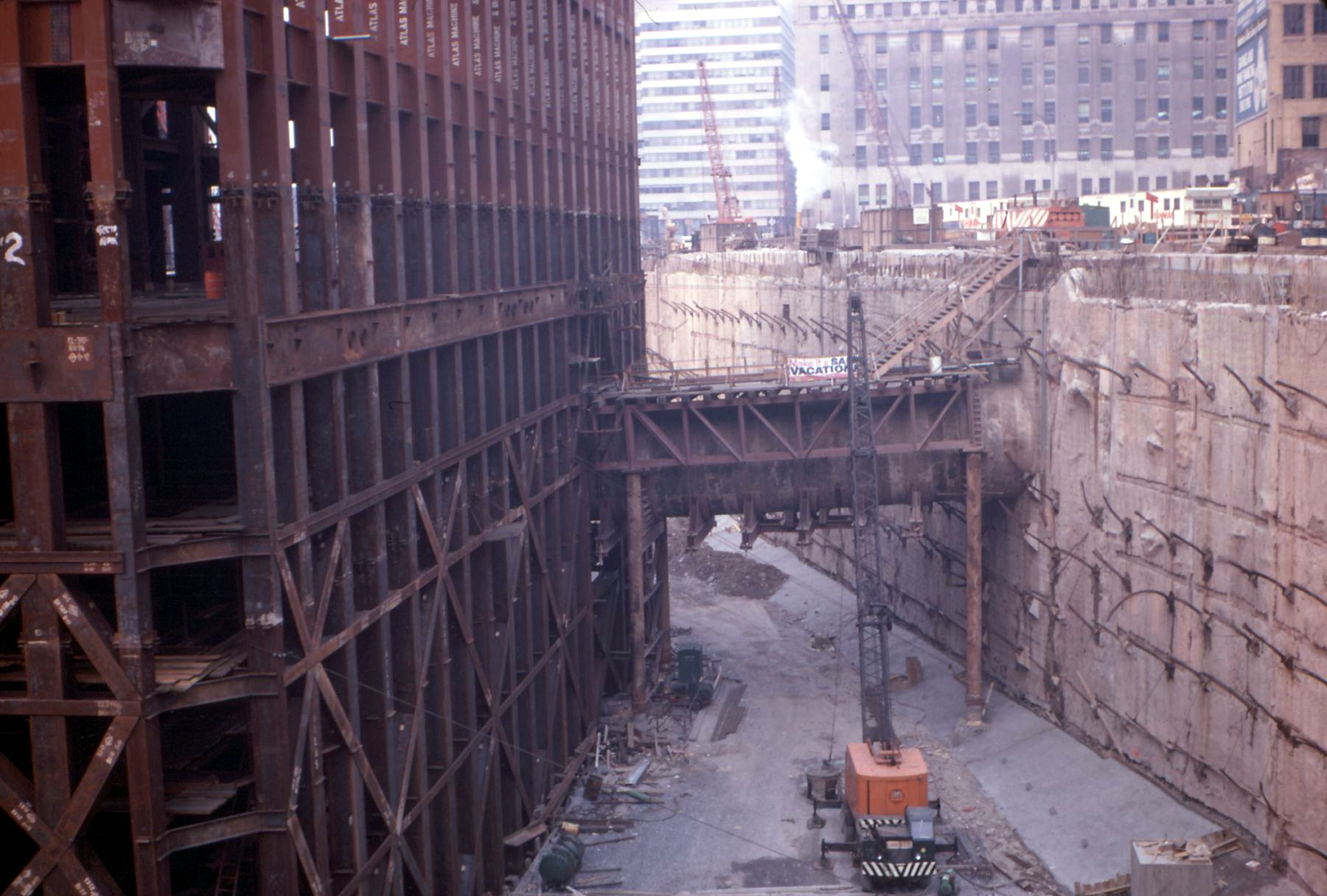
1969년, 세계 무역 센터 북동쪽에서 바라본 구 더 배스텁. 남쪽 빌딩의 프레임은 왼쪽에 있다. 코틀랜드 가에서 허드슨 종착역으로 이어지는 PATH 동쪽 방면 F선 터널이슬러리 월을 뚫고 이어진 모습이 중앙에 보인다.

더 배스텁(영어: The Bathtub)은 뉴욕의 세계 무역 센터와 그 근방 건물들의 지하 기초 영역을 의미한다. 더 배스텁(욕조)이라는 용어는 기술적으로는 잘못된 것으로 실제로 이 구조물 내부에 물이 전혀 없다. 이 시설의 용도는 욕조처럼 생긴 구조물 안에 고인 물을 밖으로 빼내는 용도이다.

## 설명

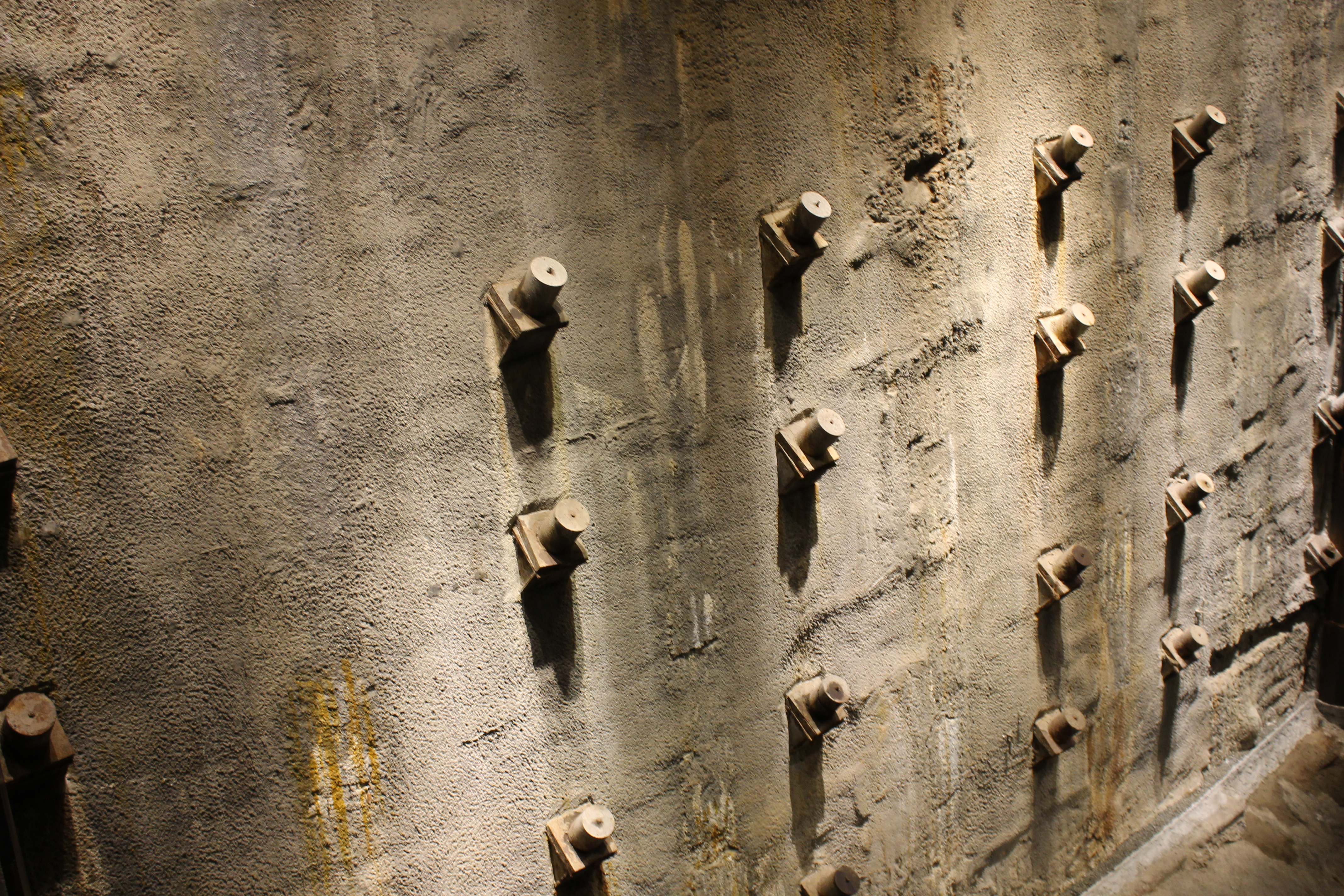
국립 9·11 테러 메모리얼 & 박물관에 위치한 더 배스텁.

더 배스텁 시설은 기반암을 철큰 콘크리트로 둘러 싸 기반 공사를 해서 만든 구조물로, 근처에 위치한 허드슨강(노스강)에서 유입되는 물을 막기 위한 댐 용도로 건설되었다. 원래 세계 무역 센터의 위치는 맨해튼 해안선에서 허드슨강 방면으로 간척한 지역으로 한세기 이상 매립지로 사용해왔으며, 기반암은 약 20m 아래에 위치해 있다. 수동으로 물을 퍼내는 시도가 세계 무역 센터 주변을 둘러싼 지역의 해안선을 심각하게 바꾸어놓았고, 인근 건물의 기초를 위태롭게 하였다. 이로 인해 더 배스텁 구조를 만들게 되었다.
이 더 배스텁 시설은 지하 7층 구조에 PATH 지하철 터널, 뉴욕 지하철 1호선 IRT 브로드웨이 - 7번로 선 터널을 포함하여 65,000m²를 차지하고 있었다. 세계 무역 센터의 남쪽 타워는 실제로 기반 공사가 이루어진 영역에 PATH 지하철 터널이 지나갔기 때문에 공사 전체 기간 동안 이 지역의 지하철 운행이 중단되었었다. 방수벽은 두께 3피트(0.91m)에 높이 21m였다.

## 문제점
9·11 테러가 발생한 이후 잔해를 청소하는 과정에서 이 욕조 구조의 붕괴 가능성이 제기되었고, 잔해를 청소하는 노동자와 주변 건물이 위협을 받았다. 또한, 뉴욕 지하철도 상당수 침수할 가능성이 존재했다. 이를 막기 위해 욕조 구조의 기반암에 보강재를 덧대게 되었다.